# Lucidella
Genre
Synonymes
- sous-genre Lucernella (Lucidella) Swainson, 1840
- sous-genre Lucidella (Lucidella) Swainson, 1840[1]
- sous-genre Lucidella (Poenia) H. Adams & A. Adams, 1856[1]
- sous-genre Lucidella (Poeniella) H.B. Baker, 1923[1]
- genre Perenna Guppy, 1867[1]
- genre Prosopis Weinland, 1862[1]
- genre Urichia Guppy, 1895[1]

Lucidella est un genre de mollusques terrestres operculés néotropicaux de la famille des Helicinidae.

## Description
Les espèces du genre Lucidella se caractérisent par une coquille d'une taille comprise entre 2 et 9 mm et de forme lenticulaire, conique ou globuleuse déprimée, présentant normalement une sculpture axiale ou spirale développée. Le secteur ombilical est déprimé ou creusé et présente un cal basal plus ou moins développé. L’ouverture est dépourvue de dents à proprement parler, bien que des projections du péristome en forme de dent puissent exister en partie inférieure ou supérieure de l’ouverture. La coquille présente également une encoche à l’insertion supérieure du péristome.
L’opercule est arrondi, triangulaire ou forme de demi-lune, fin et translucide, parfois assombri aux bords, à nucléus subcentral ou proche du bord columellaire.
La plupart des espèces de Lucidella, comme de nombreuses autres espèces d’Helicinidae, font montre d’un dimorphisme sexuel où le mâle est plus petit que la femelle.
Ce genre est découpé en trois sous-genres :
- Lucidella (Lucidella) Swainson, 1840 (espèce type Lucidella aureola) de forme large et solide, à reliefs labiaux développée et sculpture spirale prononcée, possiblement renforcée de tubercules ;
- Lucidella (Poenia) H. et A. Adams, 1858 (espèce type Lucidella depressa) de forme petite à modérément grande (3 à 4 mm de diamètre) à coquille claire, déprimée et sculpture spirale plus ou moins prononcée, et à ouverture dépourvue de reliefs labiaux ;
- Lucidella (Poeniella) Baker, 1923 (espèce-type Lucidella plitacula christophori) de forme petite à modérément grande (2 à 4 mm de diamètre) à coquille déprimée à subconique, à sculpture axiale régulière, plus ou moins forte et parfois sigmoïde et à reliefs labiaux faibles.

## Liste d'espèces
Selon World Register of Marine Species (1 mars 2020) :
- Lucidella adamsiana (Pfeiffer, 1849)
- Lucidella aureola (Gray, 1824)
- Lucidella caldwelli Dourson, Caldwell & Dourson, 2018
- Lucidella columbiana Pierce in Pierce & Constenius, 2001 †
- Lucidella coronula (Pfeiffer, 1862)
- Lucidella costata Simpson, 1895 †
- Lucidella depressa (Gray, 1824)
- Lucidella foxi Pilsbry, 1899
- Lucidella granulosa C. B. Adams, 1850
- Lucidella inaequalis (Pfeiffer, 1859)
- Lucidella kobelti Wagner, 1910
- Lucidella lineata (C. B. Adams, 1845)
- Lucidella lirata (L. Pfeiffer, 1847)
- Lucidella midyetti Richards, 1938
- Lucidella nana Pfeiffer, 1857
- Lucidella oregona (Hanna, 1920) †
- Lucidella persculpta Pilsbry & Brown, 1912
- Lucidella pilsbryi Clapp, 1914
- Lucidella rugosa (L. Pfeiffer, 1839)
- Lucidella salishora Pierce in Pierce & Constenius, 2001 †
- Lucidella samana Pilsbry, 1928
- Lucidella tantilla Pilsbry, 1902
- Lucidella undulata L. Pfeiffer, 1862
- Lucidella yallahesensis Pilsbry & Brown, 1912

## Distribution
Les Lucidella se rencontrent dans le bassin caribéen, du Venezuela à la Floride, ainsi que dans une large part de l’Amérique centrale. La distribution des trois sous-genres est contrastée, avec :
- sous-genre Lucidella (Lucidella) - Jamaïque ;
- sous-genre Lucidella (Poenia) - Amérique centrale, Colombie, Venezuela et Grandes Antilles ;
- sous-genre Lucidella (Poeniella) - Grandes et Petites Antilles, Bahamas.

## Écologie
Les Lucidella sont pour la plupart des escargots de litière qui se rencontrent sous les pierres et les bois morts en environnements humides. Des espèces arboricoles existent toutefois, à l'exemple de Lucidella granulosa, à la Jamaïque.

## Publication originale
- William Swainson, A treatise on Malacology; or, the natural classification of shells and shell fish, 1840, 419 p. (DOI 10.5962/BHL.TITLE.8027, lire en ligne).